# Порта Асинария
Порта Асинария (на латински: Porta Asinaria) е врата в Стената на Аврелиан в Рим, построена между 271 и 275 г. Вратата през древността е началото на Виа Асинария, връзка към Виа Апия и Виа Ардеатина.
През портата Асинария през 546 г. остготите с вожд Тотила нахлуват в града и го разграбват. През 1408 г. и под папа Григорий XIII през 1574 г. тя е затворена и сменена с новопостроената на няколко метра Порта Сан Джовани.